# 神奈川県立厚木高等学校
神奈川県立厚木高等学校（かながわけんりつ あつぎこうとうがっこう 英: Kanagawa Prefectural Atsugi High School）は、神奈川県厚木市戸室二丁目に所在する公立高等学校。通称は「厚高」（あつこう）。神奈川県の学力向上進学重点校および国のスーパーサイエンスハイスクール（SSH）に指定されている。2022年に創立120周年を迎えた。

## 概説
1902年創立。神奈川県立の3番目の旧制中学校として開校。開校当時の校名は、神奈川県立第三中学校である。
小田原の県立第二中学校設立の後、第三中学校建設への機運が高まったため各地で誘致運動が展開された。その後、県立第三中学校の設立をめぐって、厚木派対藤沢派による対立が生じた。最終的には知事が原案を執行し、高座郡海老名村への設置を決定したが、その後用地確保が困難となり、愛甲郡南毛利村に設置場所を変更となる。その結果、現在の厚木市戸室に神奈川県立第三中学校（現：厚木高校）が開校した。
現在同校は、神奈川県の学力向上進学重点校に指定されている。また、文部科学省からは2013年から5年間のスーパーサイエンスハイスクール（SSH）、国立教育政策研究所の学習指導実践研究協力校（平成24年度、国語・外国語・数学）に指定されていた。なお、厚木高校は令和2年度から、「豊かな創造性を持ち独創性の高い研究を推進し科学技術イノベーションを担う人材の育成」という課題において、スーパーサイエンスハイスクール（SSH）基礎枠実践型研究開発の5年間継続が内定した。
同校の学習では65分授業が採用され、文理分けを3年進級時に行う。

## 沿革
（沿革節の主要な出典は公式サイト）
- 1902年（明治35年） : 神奈川県立第三中学校として開校[8]。
- 1913年（大正2年） : 神奈川県立厚木中学校と改称。
- 1928年(昭和3年) : 校旗が制定される。
- 1931年 : 校歌が制定される。
- 1948年 : 学制改革により神奈川県立厚木高等学校となる。
- 1950年 : 学区制実施され、厚木東と共に愛甲高座学区に属す。男女共学化。
- 1963年 : 学区改編され、厚木東、大和、相原、上溝、津久井の各校と共に県央学区に属す。
- 1966年 : 校舎改築に伴い、旧厚木東高校を仮校舎とする。
- 1967年 : 新校舎に移転。
- 1969年 : 校舎新築落成記念式挙行。
- 1981年 : 従来の県央学区が県央、県北に分割され、新たな県央学区に属す。
- 1990年（平成2年） : 県央学区分割により、厚木海老名愛甲学区に属す。
- 2002年 : 創立100周年記念式典挙行。
- 2005年 : 学区制廃止。
- 2010年 : 神奈川県教育委員会から「学力向上進学重点校」に指定される。
- 2013年 : 文部科学省より「スーパーサイエンスハイスクール（SSH）」事業の第Ⅰ期（基礎枠開発型）指定を受ける。

（SSHプログラムにより、科学コンテスト等受賞多数）
- 2014年 : 神奈川県公文書館が開催した平成26年度アーカイブズ講座で、第三中学校創設史が解説される。
- 2015年 : 国際交流促進のため、エレノア・ルーズベルト高校（米国メリーランド州）と姉妹校提携調印。
- 2018年 : 神奈川県教育委員会から「学力向上進学重点校」に指定される（同年4月1日より3年間）。
- 2020年 : 文部科学省より「スーパーサイエンスハイスクール（SSH）」事業の第Ⅱ期（基礎枠実践型）指定を受ける。
- 2020年 : 神奈川県教育委員会から「学力向上進学重点校」に継続指定される（2021年4月1日より3年間）。
- 2023年 : 神奈川県教育委員会から「学力向上進学重点校」に継続指定される（2024年4月1日より4年間）。
- 2025年 : 文部科学省より「スーパーサイエンスハイスクール（SSH）」事業の第Ⅲ期（基礎枠）指定を受ける。

## 基礎データ

### 所在地

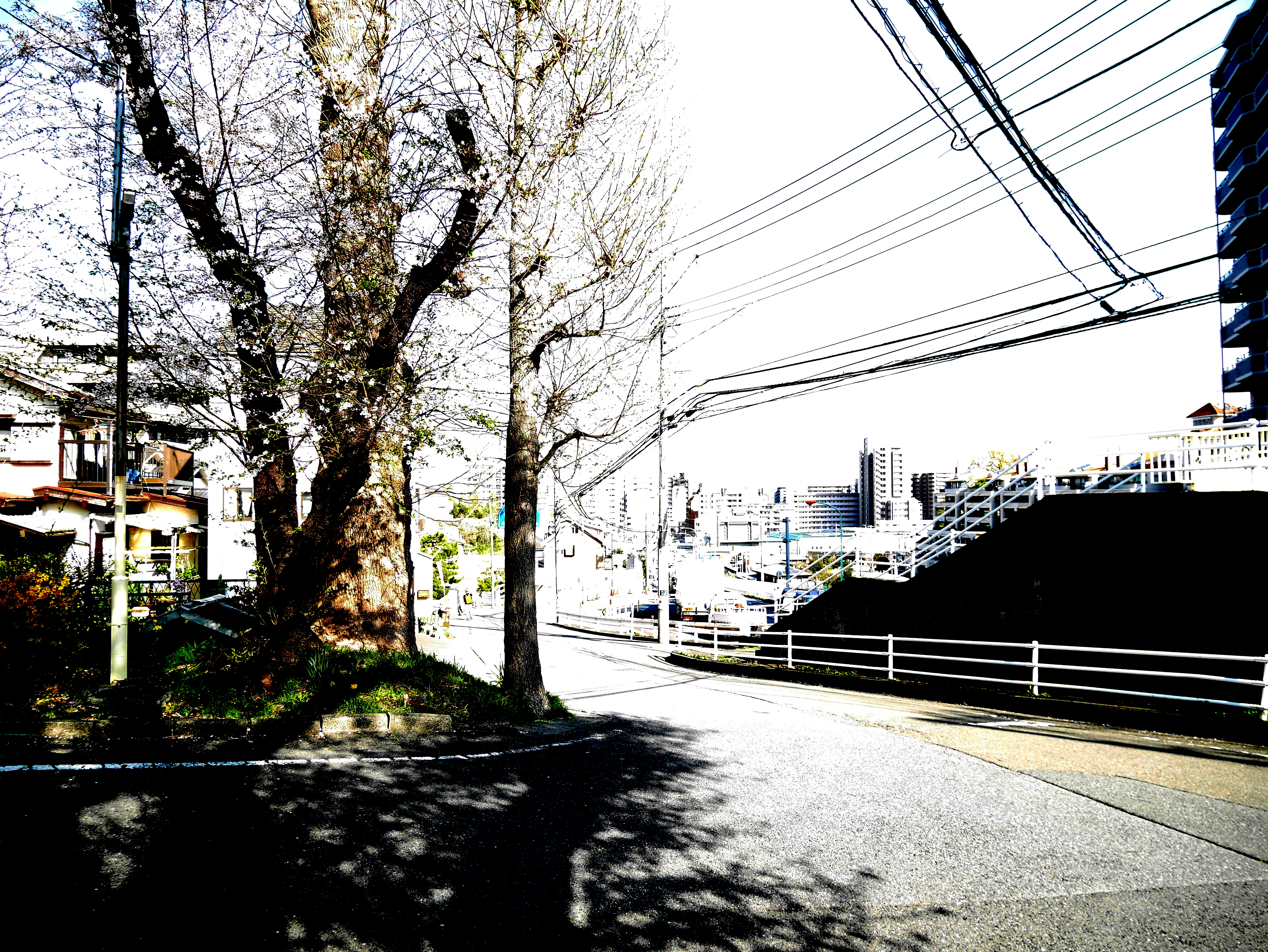
厚木市戸室の丘

- 神奈川県厚木市戸室二丁目24番1号

### アクセス
- 小田急線本厚木駅北口より徒歩20分。または神奈川中央交通「厚木高校前」にて下車。バス停から徒歩2分。

### 校章
旧制中学校時代のものを受け継いでおり、3つの剣を組み合わせている。剛健・真剣・勤倹の3つの「ケン」と、智・仁・勇の三徳を表す。三剣マークの中央部分の「高」の文字は高等学校を意味し、旧制中学校時代は「中」の文字が配されていた。

### 校歌
校歌歌詞には「高校」や「厚木」の語句はないが、「戸室の丘辺」「阿夫利の高嶺（大山）」「相模の流れ（相模川）」「相州健児」などが用いられている。

## 進路等
生徒の多くが国公立大学進学を目指している。私立大学の合格者も多く、2021年度の高校MARCH合格者ランキングでは全国1位、早慶上智理科大実合格者数(同じ大学の複数学部に受かっても合格者1人とカウントする)ランキングでは全国20位、全国公立では日比谷、横浜翠嵐、県立船橋、県立川越、県立千葉に次いで6位だった。
また、1960年以降東京大学の合格者を欠いたことがない。

## 学校行事等
学園祭の総称は「戸陵祭（こりょうさい）」。体育祭および文化祭の正式名称はそれぞれ「戸陵祭体育部門」および「戸陵祭文化部門」である。文化部門は例年9月に2日間にわたって一般公開で開催されるが、体育部門（5月下旬、1日間）は原則として保護者のみに公開される。体育部門ではペアダンスがある。また、体育部門当日及び前日は髪を染めてもよい。その他に、駅伝大会や球技大会が、それぞれ年に1度開催される。
試験は5月にプレ中間試験、6月に前期中間試験、9月に前期期末試験、11月に後期中間試験、3月に後期期末試験がそれぞれ行われる。学年末試験は行われない。

## 部活動

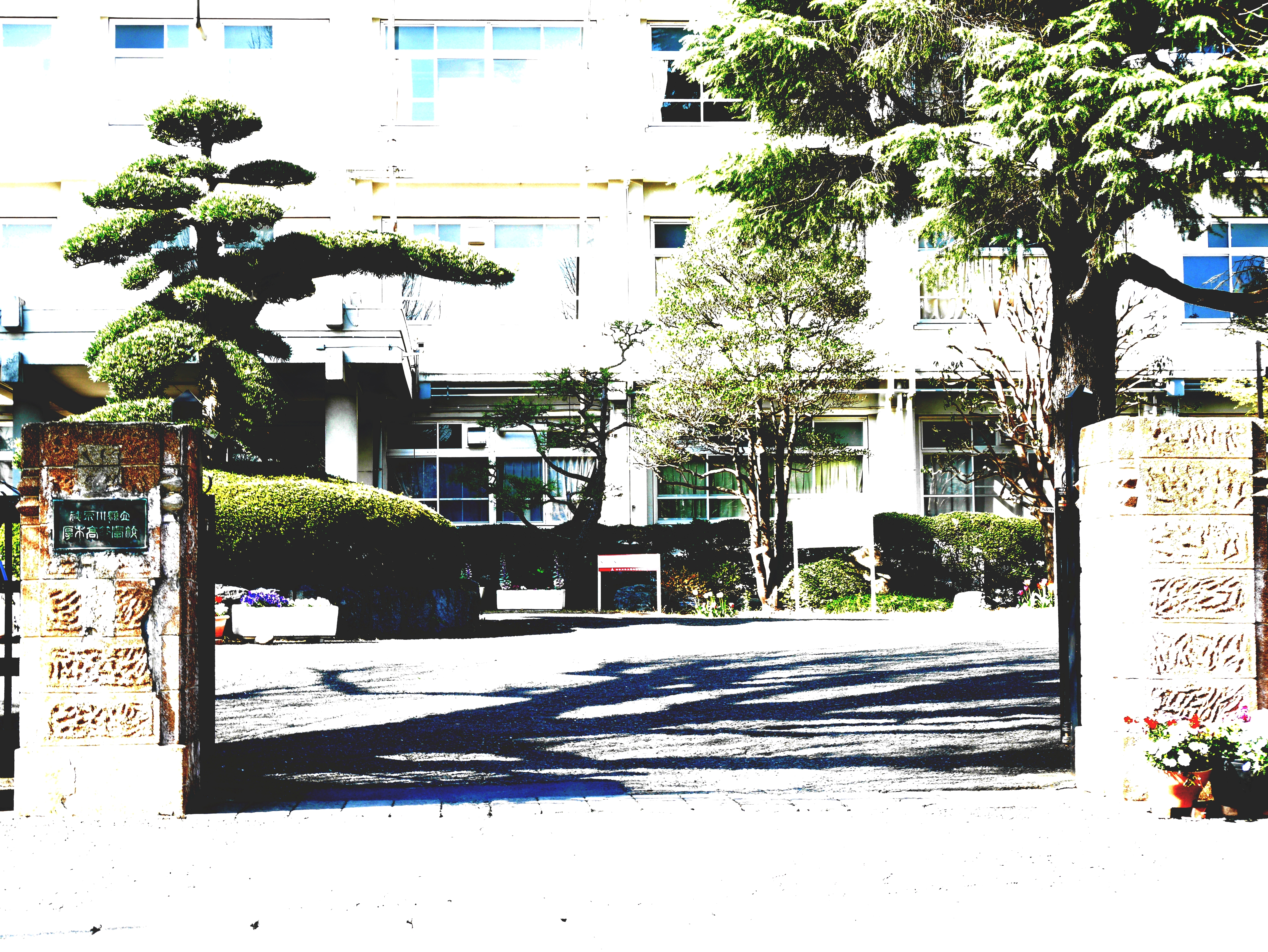
校門

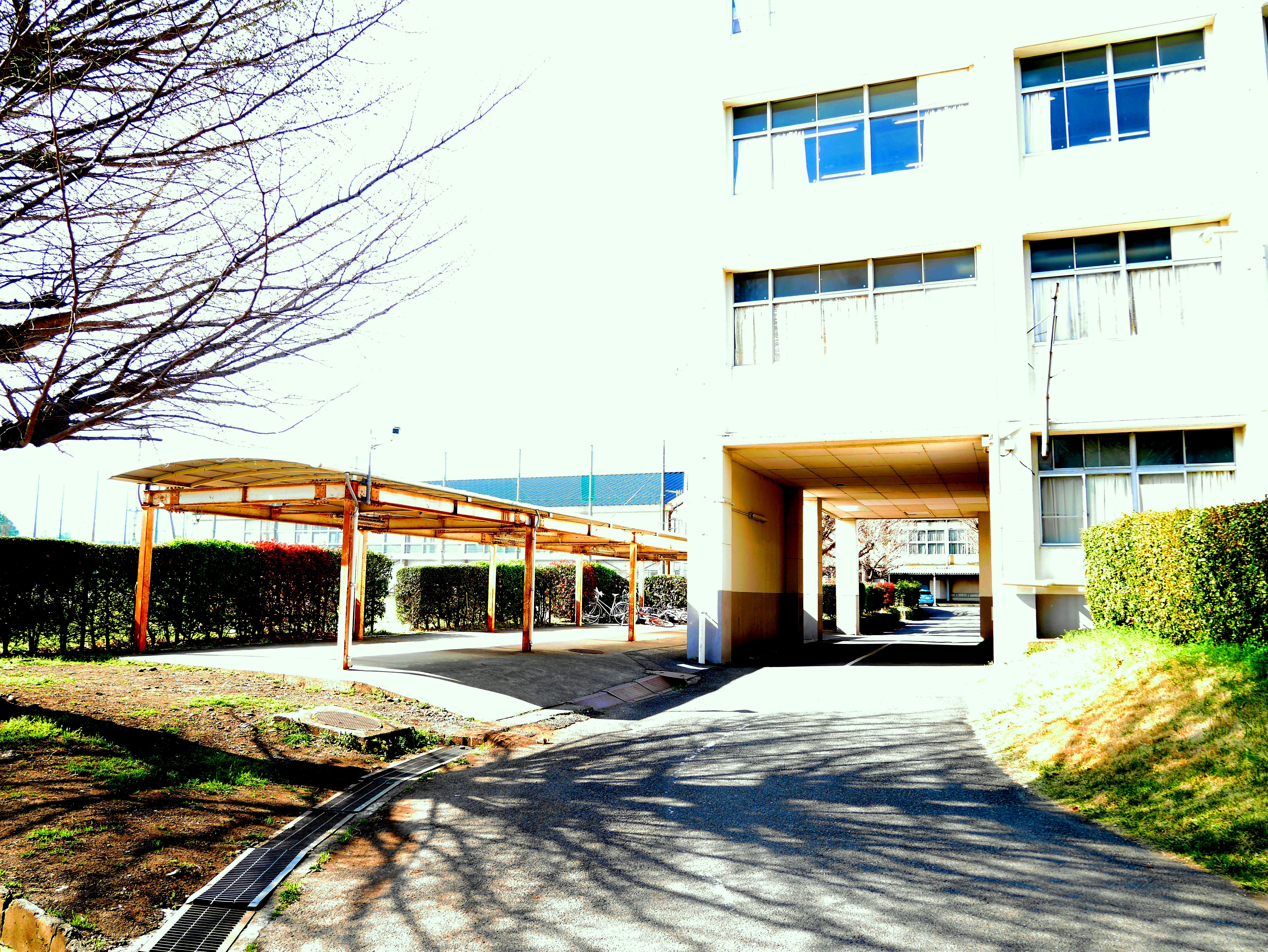
校舎

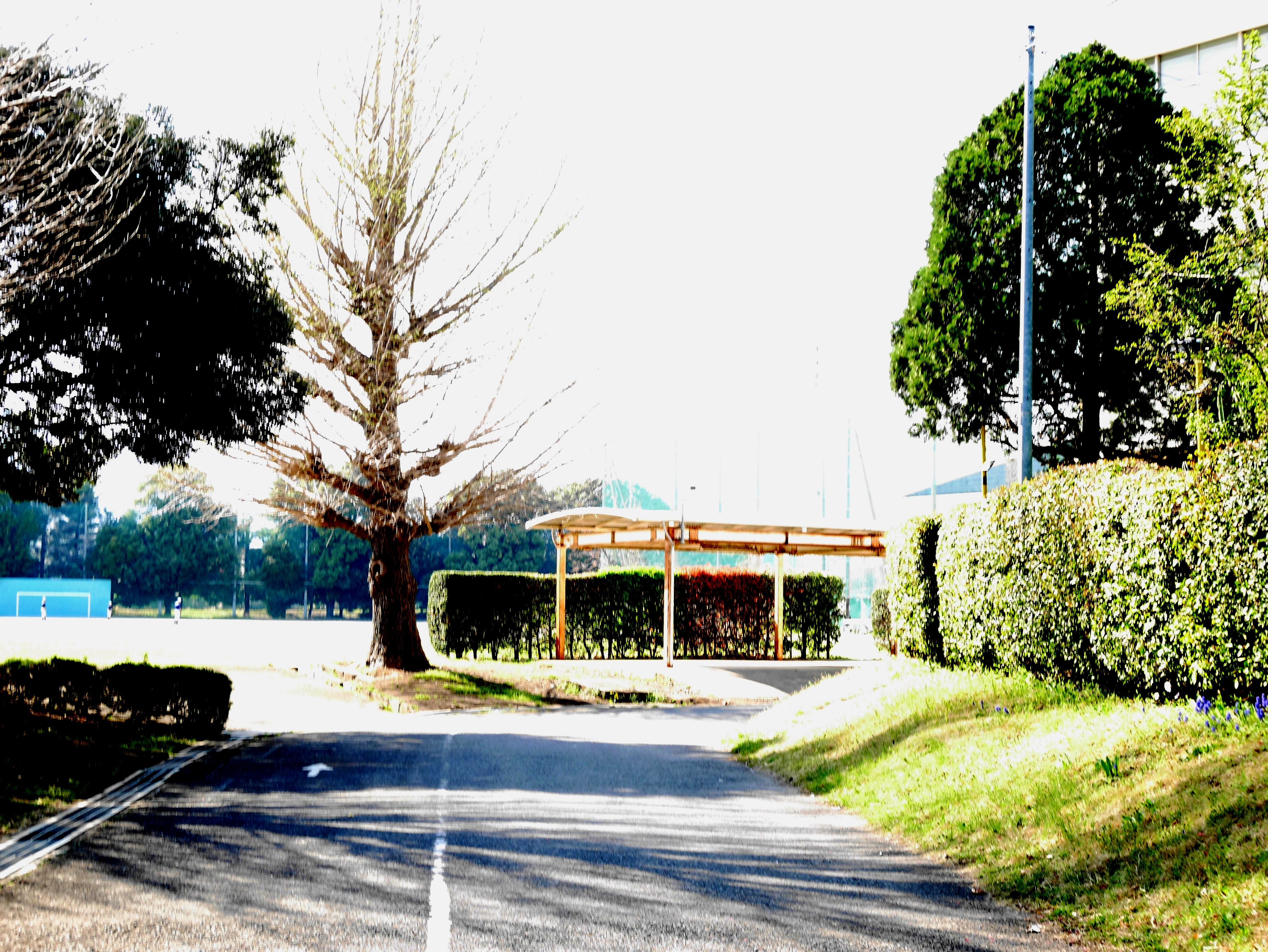
グラウンド方向

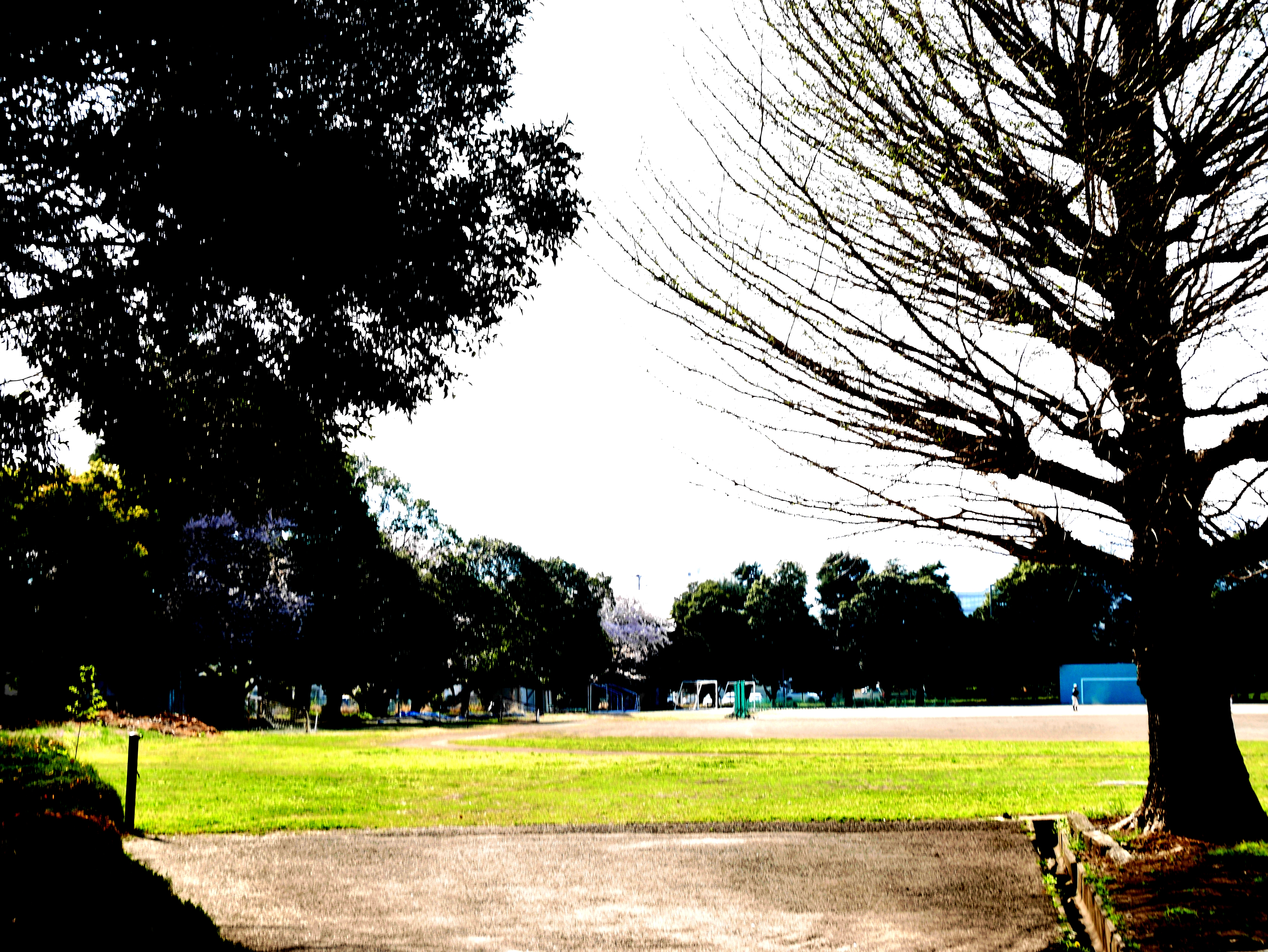
グラウンド

- 陸上部
- 柔道部
- ダンスドリル部
- 硬式野球部
- 器械体操部
- バスケットボール部
- 水泳部
- サッカー部
- 男女硬式テニス部
- 男女軟式テニス部
- 男女バドミントン部
- バレー部
- 剣道部
- 弓道部
- 卓球部
- 山岳部
- 物理化学部
- 生物部(SS研)
- 文芸部
- 美術部
- 茶華道部
- 吹奏楽部
- 写真部
- 音楽部
- 英語部(ESS)
- 演劇部
- 囲碁将棋部
- 園芸部
- 新聞部
- 軽音楽部
- アコースティックギター部
- AIC同好会
- クイズ研究同好会

## 著名な関係者

### 卒業生

#### 政治・行政・司法
- 甘利明（衆議院議員、労働大臣、経済産業大臣、行政改革担当大臣、自民党政調会長、経済再生担当大臣、自民党幹事長等を歴任）
- 岡崎勝男（初代外務事務次官、元内閣官房長官、外務大臣、1924年パリオリンピック長距離走代表）
- 足立原茂徳（第3代厚木市長）
- 石川京一（第13-16代平塚市長）
- 小川勇夫（第6代相模原市長）
- 後藤祐一（衆議院議員、元経産省官僚）
- 古塩政由（前綾瀬市長）
- 内野優（海老名市長）
- 高橋昌和（秦野市長）
- 城所卓雄（元駐モンゴル特命全権大使、名古屋大学参与・特任教授）
- 三上正裕（駐ベルギー特命全権大使・北大西洋条約機構日本政府代表部特命全権大使、元外務省国際法局長）
- 西崎寿美（元財務省財務総合政策研究所副所長）
- 小塚郁也（防衛研究所主任研究官・中東安全保障研究、ゴラン高原に派遣）
- 小田修司（元日本弁護士連合会副会長、元第一東京弁護士会会長）

#### 学術・研究
- 茅誠司（元東京大学総長）
- 舞出長五郎（元東京大学経済学部教授）
- 古谷専三（元帝京大学文学部教授・文学部長、英文学）
- 森川昭（帝京大学文学部教授・元東京大学文学部教授、国文学）
- 石上純也（建築家、2009年日本建築学会賞受賞）
- 榎本泰子（中央大学教授・比較音楽研究、1999年サントリー学芸賞受賞）
- 海老沢研 (JAXA宇宙科学研究所教授)
- 大木幹雄（日本工業大学工学部情報工学科教授）
- 大河内博（早稲田大学理工学術院・創造理工学部教授、環境化学者）
- 奥田敦（元慶應義塾大学総合政策学部教授）
- 小田伸午（関西大学人間健康学部教授）
- 片山直登（流通経済大学学長、同大流通情報学部教授）
- 塩谷賢（哲学者・廣松渉に師事、脳科学者の茂木健一郎と東大在学中からの親友）
- 渋谷昌三（目白大学教授・社会心理学）
- 鈴木讓（大阪大学大学院基礎工学研究科教授・情報工学、ベイジアンネットワーク研究）
- 曽根泰教（慶應義塾大学大学院政策・メディア研究科教授）
- 高野明彦（国立情報学研究所・東京大学大学院（情報理工学系研究科コンピュータ科学専攻）教授、NPO法人連想出版理事長）
- 西川伸一（明治大学政治経済学部教授）
- 樋口直人（早稲田大学人間科学部教授）
- 藤原慶（慶應義塾大学理工学部准教授）
- 小島瓔礼（民俗学者・琉球大学教育学部名誉教授）

#### 医学
- 田口芳雄（聖マリアンナ医科大学横浜市西部病院病院長、脳神経外科教授）
- 内山順造（南毛利内科 抗加齢/人間ドックセンター院長、ハーバードメディカルスクール修了）
- 枝廣篤昌（四国中央市豊岡台病院病院長・精神科医、落語家「芸乃虎や志」としても活躍）
- 野村英樹（金沢大学附属病院・総合診療部部長、特任教授）

#### 経済
- 桜井眞一郎（日産・スカイラインの父・オーテックジャパン初代社長）
- 葉山莞児（元大成建設代表取締役会長）
- 星野晃司（小田急電鉄代表取締役社長）
- 三栖邦博（建築家、元日建設計代表取締役社長・取締役会長、そして顧問を歴任）
- 大矢恭好（横浜銀行前代表取締役頭取）

#### スポーツ
- 川村丈夫（元横浜ベイスターズ投手、立教大学卒業）
- 福島伸一郎（元アメリカンフットボール選手、元経済産業省関東経済産業局資源エネルギー環境部長、京都大学ギャングスターズ黄金期のワイドレシーバーとして、甲子園ボウルMVPなど活躍）
- 堀直人（元サッカー日本代表DF・サッカー指導者堀孝史の実兄、早稲田大学卒業）
- 堀池薫子（NFL・デンバーブロンコスチアリーダー、立教大学卒業）
- 横山勝丘（登山家・第19回ピオレドール賞（2010年）受賞、信州大学卒業）

#### 芸能・マスコミ
- 安田伸 - サックス奏者、コメディアン（ハナ肇とクレージーキャッツ）
- 小久保利恵 - 2006年度ミス日本グランプリ
- 名取裕子 - 女優
- 徳永暁人 - 作曲家、編曲家、ベーシスト、doaのリーダー
- 水野良樹 - ミュージシャン・いきものがかりギタリスト
- 山下穂尊 - ミュージシャン・元いきものがかりギタリスト
- 山田尚史 - シンガーソングライター・｢H3F｣ギター/ボーカル
- 岡森諦 - 俳優
- 六角精児 - 俳優
- 上小牧忠道 - 長野放送総務局付局長（前名古屋支社長）・元アナウンサー・元プロデューサー
- 熊坂隆光 - 「産経新聞」発行元の産業経済新聞社代表取締役会長
- 樋口圭介 - テレビプロデューサー、テレビ朝日総合編成局ゼネラルプロデューサー
- 田辺令吉 - 南日本放送アナウンサー・気象予報士
- 後藤理 - NHKアナウンサー
- 近田雄一 - NHKアナウンサー
- 小田切千 - NHKアナウンサー
- 藤井貴彦 - 日本テレビアナウンサー
- 松﨑涼佳 - フジテレビアナウンサー
- 木原実 - 俳優、気象予報士
- 八巻和弘 - 漫画編集者・編集王のモデル
- 米山淳 - 光文社VERY副編集長
- 岡本祥子 - ラジオリポーター
- 須山司 -テレビ新潟アナウンサー

#### 文化・芸術
- 熊切秀典（ファッションブランド「beautiful people」デザイナー）
- 大貫松三（洋画家・世界の音楽家肖像画で有名）
- 岡田裕（萩焼岡田窯八代目・山口県指定無形文化財萩焼保持者）
- 香川まさひと（脚本家・漫画原作者）
- 倉橋羊村（俳人・俳誌『波』主宰、現代俳句協会顧問、日本ペンクラブ監事）
- さかもと未明（漫画家、作家、アーティスト）
- 白井佳夫（映画評論家・転校後、東京農業大学第一高等学校卒業）
- 白石まみ（小説家・脚本家、『フラガール』ノベライズ、『編集女子クライシス！』著者）
- 勅使川原昭（小説家・漫画家）
- 中野愛子（写真家・第8回写真ひとつぼ展（1996年）グランプリ）
- 中村佐知（キリスト教書翻訳家、プリンストン大学Ph.D.・認知心理学）
- 服部真澄（作家）
- 平野公崇（サクソフォン奏者・東京芸術大学卒業後、パリ国立高等音楽院卒業）
- 福島章恭（合唱指揮者・音楽評論家）
- 藤井トシ（マルチプレイヤー・バークリー音楽院卒業、台湾在住）
- 村瀬輝光（神奈川県民歌「光あらたに」作詞者、推理作家）
- 八木幹夫（詩人・『歴程』同人、1995年現代詩花椿賞・芸術選奨文部大臣新人賞受賞）
- 横内謙介（劇作家）
- 和田傳（作家）
- 川崎あゆみ（英語講師・グロバリ代表）

### 教職員
- 石川一成（昭和期歌人・中国四川省重慶市の四川外語学院初代日本語教師として派遣、帰国後教頭）
- 大畑哲（神奈川県自由民権運動研究家、雨岳文庫資料館初代館長）
- ジョン・ムーア・アリソン（外交官、駐日アメリカ合衆国大使）

## 神奈川県立厚木高等学校を舞台とした作品
- ダンドリ。〜Dance☆Drill〜

チアリーディングのコンテストで米国で最も伝統と権威がある全米チアダンス選手権の2004年大会に参加しチームパフォーマンス部門で日本の高校生として初の総合グランプリを獲得した同校ダンスドリル部 の実話をモデルに製作されたドラマ（横内謙介脚本、榮倉奈々主演）。六角精児のほか、同校ダンスドリル部OGの山下幸乃、福島彩子が出演。